# Brendan Healy
Brendan Healy (Newcastle upon Tyne, 19 december 1956 – 18 februari 2016) was een Britse muzikant (toetsen, trombone), werkte op televisie, was acteur, theaterschrijver en -producent en later cabaretier.

## Biografie
Healy volgde de St Cuthbert's Grammar School in Newcastle upon Tyne en schreef zich vervolgens in voor een muziekopleiding aan het College of Arts and Technology. Hij werkte tijdens zijn studie als muzikant en maakte vervolgens deel uit van een rondreizende theatergroep en de Second City Theatre Company. Hij speelde keyboards in de kinder-televisieserie Razzamatazz en toerde tijdens de jaren 1970 als muzikant met verschillende acts, waaronder John Miles, Goldie en de folkrockband Lindisfarne. Hij schreef ook televisie-gerelateerde muziek voor Tyne Tees Television.
Als acteur verscheen Healy in verschillende televisieprogramma's, waaronder de Catherine Cookson-adaptatie The Black Velvet Gown, Badger, Boon, Spender en Quayside. Als supporter van Sunderland AFC irriteerde zijn personage Andy Newcastle United-supporter Oz in een aflevering van Auf Wiedersehen, Pet.
Healy begon ook aan een carrière als standup-comediant. Hij bracht in 2005 de solo-dvd Tall Stories uit, opgenomen in The Customs House in South Shields. Als onderdeel van zijn Little Theatre Tour speelde hij in 2012 op verschillende locaties in het noordoosten.
Hij produceerde de jaarlijkse pantomime in het Tyne Theatre in Newcastle en meestal schreef en acteerde hij ook in de show. Hij heeft een musical geschreven met Brian Johnson van de rockband AC/DC, met een script van Dick Clement en Ian La Frenais, genaamd Face of a Woman, gebaseerd op Helen of Troy.
Healy trad op bij alle Sunday for Sammy-concerten, opgericht ter ondersteuning van nieuw talent in Noordoost-Engeland.

## Overlijden
Brendan Healy overleed in februari 2016 op 59-jarige leeftijd aan de gevolgen van kanker.